# Eset
ESET, spol. s r.o. – słowackie przedsiębiorstwo informatyczne z siedzibą w Bratysławie, założone w roku 1992 przez Miroslava Trnkę, Petera Paško i Rudolfa Hrubego. Zajmuje się tworzeniem oprogramowania antywirusowego. Produkty ESET zabezpieczają urządzenia z systemem Windows, MacOS, Linux, Android, iOS, Microsoft Azure, Microsoft Windows Server, Microsoft Exchange Server, VMware, BSD, Lotus Domino. Nazwa firmy pochodzi od imienia staroegipskiej bogini i szamanki Izyda.

## Działalność
ESET, spol s r.o. to międzynarodowa firma z branży bezpieczeństwa cybernetycznego, współpracująca z osobami prywatnymi, przedsiębiorstwami oraz korporacjami i agencjami rządowymi. Dostępna jest w ponad 200 krajach na całym świecie. Posiada swoje biura badawcze w 22 krajach oraz 13 ośrodków R&D na 4 kontynentach. Siedziba firmy znajduje się w Bratysławie, w Słowacji. Zatrudnia około 1600 pracowników. Od początku swojej działalności skupia się na problemach zabezpieczeń komputerów ze szczególnym uwzględnieniem ochrony antywirusowej. Posiada również szereg rozwiązań dla jednostek sektora publicznego, infrastruktury krytycznej i przemysłu. Jest prywatnym przedsiębiorstwem działającym w zakresie badań i rozwoju oprogramowania. W Polsce oficjalnym dystrybutorem rozwiązań ESET jest firma DAGMA bezpieczeństwo IT.
W czerwcu 2008 roku firma otworzyła swój polski oddział w Krakowie.

## Historia
W 1987 roku trójka programistów wykryła wirusa komputerowego o nazwie „VIENNA”, co skłoniło ich do napisania NOD dla systemu DOS. Składał się z prostego silnika znajdującego infekcję i funkcji usuwających wirusa. Program zyskał sporą popularność wśród pracowników IT Europy Wschodniej.

### Wybrane daty
- 1987 – NOD – pierwszy kod antywirusowy, stworzony i rozwijany przez twórców firmy ESET.
- 1992 – Powstanie ESET
- 1995 – Stabilna wersja ESET NOD-iCE zostaje udostępniona publicznie
- 1998 – Pierwsze zwycięstwo. ESET NOD32 Antivirus 1.0 wygrywa pierwszą nagrodę VB100 za skuteczną detekcję zagrożeń
- 1999 – Otwarcie swojej siedziby w San Diego (USA)
- 2001 – Rozpoczęcie sprzedaży rozwiązań ESET na polskim rynku
- 2008 – Otwarcie laboratorium antywirusowego oraz biura badawczo-rozwojowego w Krakowie. To pierwszy tego typu obiekt poza centralą firmy ESET w Bratysławie
- 2009 – Firma ESET znajduje się w czołówce najszybciej rozwijających się firm w Ameryce
- 2010 – Otwarcie biura w Singapurze
- 2010 – ESET staje się pierwszym producentem, który uzyskał 60 nagród VB100, za skuteczną detekcję zagrożeń[4]
- 2011 – Firma otrzymuje nagrodę Ruban d’Honneur award 2011 w konkursie HSBC European Business Awards
- 2013 – Otwarcie biura w Jenie (Niemcy)
- 2013 – ESET uruchamia własny serwis WeLiveSecurity, poświęcony tematyce bezpieczeństwa IT
- 2014 – Zdobycie nagrody Petera Szöra za zdemaskowanie operacji Windigo
- 2015 – W firmie pracuje już ponad 1000 pracowników
- 2016 – ESET jako pierwszy i jedyny producent rozwiązań ochronnych zdobywa 100. nagrodę VB100[5]
- 2017 – Otwarcie kolejnych laboratoriów antywirusowych oraz biur badawczo-rozwojowych w Kanadzie oraz Rumunii

## Produkty dla domu[6]

### Produkty dla domu i mikrofirm
Szybka, lekka i niezawodna ochrona, oparta na legendarnej i wielokrotnie nagradzanej technologii NOD32.

#### ESET NOD32
Podstawowa ochrona oparta na legendarnym silniku antywirusowym chroni przed hakerami, atakami szyfrującymi dane ransomware oraz phishingiem. Równocześnie utrzymuje wydajność komputera na niezmienionym poziomie.
Najważniejsze funkcje ESET NOD32 Antivirus:
- Ochrona antywirusowa, przed programami spyware i ransomware, atakami opartymi na skryptach
- Ochrona antyphishingowa
- Uczenie maszynowe
- Blokada exploitów
- System zapobiegający włamaniom HIPS
- Blokowanie dostępu do urządzenia i ochrona przed infekcjami
- Tryb gracza
- Ochrona zasobów komputera i dłuższa praca baterii
- Łatwe zarządzanie ustawieniami i licencjami

#### ESET Internet Security
Zaawansowana ochrona przed zagrożeniami z sieci.
Najważniejsze funkcje ESET Internet Security:
- Ochrona antywirusowa, przed programami spyware i ransomware, atakami opartymi na skryptach, atakami sieciowymi, botnetami, atakami hakerów
- Ochrona antyphishingowa
- Uczenie maszynowe
- Blokada exploitów
- System zapobiegający łamaniom HIPS
- Monitor sieci domowej
- Ochrona bankowości i płatności online
- Kontrola rodzicielska
- Firewall
- Ochrona sieci domowej
- Blokowanie dostępu do urządzenia i ochrona przed infekcjami
- Tryb gracza
- Antyspam
- Lokalizacja skradzionego urządzenia
- Ochrona zasobów komputera i dłuższa praca baterii
- Łatwe zarządzanie ustawieniami i licencjami

#### ESET Smart Security Premium
Zabezpieczenie klasy premium, zbudowane bez kompromisów dla najbardziej wymagających.
Najważniejsze funkcje ESET Smart Security Premium:
- Ochrona antywirusowa, przed programami spyware i ransomware, atakami opartymi na skryptach, atakami sieciowymi, botnetami, atakami hakerów
- Ochrona antyphishingowa
- Uczenie maszynowe
- Blokada exploitów
- System zapobiegający włamaniom HIPS
- Monitor sieci domowej
- Ochrona bankowości i płatności online
- Kontrola rodzicielska
- Szyfrowanie danych
- Menedżer haseł
- Firewall
- Ochrona sieci domowej
- Blokowanie dostępu do urządzenia i ochrona przed infekcjami
- Tryb gracza
- Antyspam
- Lokalizacja skradzionego urządzenia
- Ochrona zasobów komputera i dłuższa praca baterii
- Łatwe zarządzanie ustawieniami i licencjami

#### ESET Security Pack
Wieloplatformowy pakiet rozwiązań Eset dla wszystkich urządzeń.

##### Pozostałe rozwiązania ESET dla domu i mikrofirm
- ESET Cyber Security dla MAC
- ESET Cyber Security PRO dla MAC
- ESET Smart TV Security dla AndroidTV (pierwszy antywirus na świecie dla IoT)
- ESET Mobile Security dla Android
- ESET Parental Control dla Android
- ESET NOD32 Antivirus 4 dla Linux

## Produkty dla biznesu[7]

### Produkty dla małych firm
Łatwe w zarządzaniu oprogramowanie z zakresu bezpieczeństwa IT, zawierające ochronę przed oprogramowaniem ransomware. Oparty na chmurze panel administracyjny maksymalizuje wygodę i pozwala zaoszczędzić na kosztach sprzętu.

#### ESET Endpoint Protection Standard (zarządzanie lokalne)
Zabezpiecza sieć firmową i chroni komputery, urządzenia mobilne i serwery plików przed nowymi zagrożeniami i kradzieżą danych.

#### ESET Endpoint Protection Advanced Cloud (zarządzanie w chmurze)
Kompletny pakiet bezpieczeństwa dla stacji roboczych, urządzeń mobilnych i serwerów plikowych. Możliwość zarządzania bezpieczeństwem z poziomu chmury pozwala oszczędzić budżet, czas i upraszcza ochronę sieci.

#### ESET Secure Business Cloud (zarządzanie w chmurze)
Zabezpiecza wszystkie komputery, laptopy, urządzenia mobilne i serwery plików przed złośliwym oprogramowaniem. Dba, by serwer pocztowy był odporny na włamania i eliminuje wszystkie typy szkodliwego oprogramowania przenoszone za pomocą wiadomości mailowych na poziomie serwera.

### Produkty dla średnich firm
Zarządzanie bezpieczeństwem IT firmy za pomocą jednej konsoli webowej. Zapewnia ciągłość działania, minimalizuje czas przestojów i wykorzystuje minimalny wpływ rozwiązań ESET na obciążenie firmowych urządzeń oraz elastycznie podchodzi do licencjonowania produktów.

#### ESET Endpoint Protection Advanced / ESET Secure Business (zarządzanie lokalne)
Konsola ESET Security Management Center pozwala zarządzać rozwiązaniami ESET w firmowej sieci.

### Produkty dla firm klasy enterprise
Spełniające wszystkie wymogi bezpieczeństwa. Elastyczne i skalowane dla potrzeb dowolnego środowiska IT.

#### ESET Secure Business (pakiet)
Zabezpiecza wszystkie komputery, laptopy, urządzenia mobilne i serwery plików przed złośliwym oprogramowaniem. Dba, by serwer pocztowy był odporny na włamania i eliminuje wszystkie typy szkodliwego oprogramowania przenoszone za pomocą wiadomości mailowych na poziomie serwera.

#### ESET Secure Authentication
Rozwiązanie do dwuskładnikowego uwierzytelniania z wykorzystaniem telefonu komórkowego. Pomaga zagwarantować danym należyty poziom ochrony, zgodny z obowiązującymi przepisami prawa.

##### Powiązane rozwiązania ESET dla biznesu

###### ochrona stacji roboczych
- ESET Endpoint Antivirus dla Windows
- ESET Endpoint Security dla Windows
- ESET Endpoint Antivirus dla Mac
- ESET Endpoint Security dla Mac
- ESET Endpoint Antivirus dla Linux
- ESET Endpoint Security for Android
- ESET Mobile Device Management for Apple iOS

###### ochrona serwerów
- ESET File Security for Microsoft Windows Server
- ESET File Security for Microsoft Azure
- ESET File Security for Linux
- ESET Mail Security for Microsoft Exchange Server
- ESET Mail Security for Linux / FreeBSD
- ESET Mail Security for IBM Domino
- ESET Security for Kerio
- ESET Security for Microsoft SharePoint Server
- ESET Gateway Security for Linux / FreeBSD
- ESET Virtualization Security for VMware
- ESET Shared Local Cache

###### centralne zarządzanie
- ESET Cloud Administrator
- ESET Remote Administrator VM for Microsoft Azure
- ESET Security Management Center

###### analiza zagrożeń
- ESET Enterprise Inspector
- ESET Dynamic Threat Defense

###### ochrona danych
- ESET Full Disk Encryption
- ESET Endpoint Encryption
- Safetica

###### uwierzytelnianie
- ESET Secure Authentication

## Darmowe narzędzia[8]
- ESET Online Scanner
- ESET Log Collector
- ESET AV Remover tool
- ESET SysRescue Live
- ESET SysInspector
- ESET XmlSignTool
- ESET Mac Rootkit Detector
- ESET Endpoint Encryption Reader
- ESET Encryption Recovery Utility
- ESET Full Disk Encryption UEFI Options Tool
- ESET Endpoint Encryption Windows 10 Feature Updater
- ESET Endpoint Encryption Reader
- Malware Removal Tools
- Aktualizacje off-line

## Technologia[9]
ESET wykorzystuje w swoich rozwiązaniach wielowarstwowe technologie zabezpieczające.

### Skaner UEFI
ESET jest pierwszym dostawcą zabezpieczeń dla stacji roboczych, który posiada w swoich rozwiązaniach dedykowany skaner UEFI (Unified Extensible Firmware Interface), chroniący przed zagrożeniami, które aktywują się jeszcze przed uruchomieniem systemu operacyjnego. W przypadku wykrycia nieprawidłowości program blokuje zagrożenie.

### Detekcja na bazie DNA zagrożeń
Rozwiązania ESET wykorzystują różne mechanizmy wykrywania zagrożeń, począwszy od porównywania tzw. hashy aż po analizę DNA zagrożeń. Ta ostatnia metoda rozpoznaje niebezpieczny kod po jego zachowaniu. Złośliwe oprogramowanie daje się łatwo modyfikować i maskować swój kod, uniemozliwiając w ten sposób wykrycie przez atywirusy. Identyfikacja zagrożenia na podstawie jego DNA, sprawia, że takie sztuczki nie wpływają na możliwości wykrywania złośliwej zawartości.

### Uczenie maszynowe
Każdy produkt ESET od 1997 roku pracuje w oparciu o zaawansowane algorytmy uczenia maszynowego, które mają za zadanie wspierać wszystkie obecne w produktach ESET warstwy ochrony. Uczenie maszynowe ma znaczący udział w procesie analizy nieznanych próbek, i pozwala błyskawicznie ocenić, czy stanowi ona zagrożenie, czy jest bezpiecznym plikiem.

### Ochrona wspierana chmurą
Rozwiązania ESET posiadają kilka różnych technologii bazujących na chmurze, co zapewnia swoim użytkownikom skuteczną ochronę, w tym m.in. ESET Live Grid. Jeżeli gdziekolwiek na świecie program ESET wykryje nowe, nieznane dotąd zagrożenie, złośliwą aplikację lub kod, informacja na ten temat w ułamku sekundy trafia do chmury Live Grid. Za jej pośrednictwem dociera do wszystkich aplikacji ESET, które są zainstalowane na komputerach użytkowników w każdym zakątku globu.

### System reputacyjny Live Grid
Przed sprawdzeniem jakiegokolwiek pliku lub adresu URL przez skaner antywirusowy programu ESET, system ten weryfikuje, czy nie został on już wcześniej rozpoznany jako zagrożenie lub odwrotnie, lub nie został dodany do listy bezpiecznych plików. Technika ta przyśpiesza skanowanie. Następnym etapem działania Live Grid jest weryfikacja reputacji danego obiektu, sprawdza on m.in., czy gdzieś na świecie dany obiekt nie został przechwycony i uznany za niebezpieczny. Taka technika znacząco skraca czas skanowania i przyśpiesza wymianę znaczących informacji na temat zagrożeń z użytkownikami.

### Detekcja i blokowanie behawioralne – HIPS
System zapobiegania włamaniom (HIPS) działa na zasadzie monitorowania aktywności wszystkich procesów systemu Windows i wykorzystuje predefiniowane reguły do rozpoznawania podejrzanego działania systemu. W przypadku wykrycia takiej aktywności system automatycznie unieszkodliwi działanie złośliwego procesu.

### Sandboxing
Zagrożenia często starają się kamuflować swoje działania, próbując w ten sposób uniknąć wykrycia. W celu sprawdzenia ich rzeczywistego zachowania, rozwiązania ESET wykorzystują sandboxing, bezpieczną piaskownicę, która symuluje jego działanie w wirtualnym, izolowanym od systemu operacyjnego środowisku.

### Zaawansowany skaner pamięci
Skaner pamięci ESET monitoruje zachowanie procesów, skanując je w bezpiecznym, odizolowanym środowisku. Pozwala to skuteczniej wykrywać nowe zagrożenia bezplikowe.

### Blokowanie exploitów
ESET Exploit Blocker działa na zasadzie monitorowania aplikacji narażonych na ataki exploitów (m.in. przeglądarki, czytniki dokumentów, programy pocztowe, Flash, Java i inne). Nie skupia się tylko na identyfikatorach luk CVE, ale koncentruje się na rozpoznawaniu technik wykorzystywanych przez exploity. W momencie wykrycia próby wykorzystania exploitu, natychmiast blokuje zagrożenie.

### Ransomware Shield – ochrona przed ransomwarem
ESET Ransomware Shield jest dodatkową warstwą chroniąca użytkowników przed złośliwym oprogramowaniem ransomware. Jest to technologia, która pozwala monitorować i weryfikować wszystkie uruchamiane aplikacje w oparciu o ich zachowanie i reputację. Jej przeznaczeniem jest wykrywanie i blokowanie procesów, które swoim zachowaniem przypominają działanie oprogramowania ransomware.

### Ochrona przed atakami sieciowymi
Jest to kolejna warstwa ochrony programów ESET, która chroni poprzez identyfikację luk w protokołach sieciowych i blokowanie ich wykorzystania, co skutkuje uniemożliwieniem rozprzestrzenienia się zagrożeń (m.in. ransomware) wewnątrz sieci firmowej i poza nią.

### Ochrona przed botnetami
ESET Botnet Protection jest funkcją, mająca zadanie wykrywać złośliwą komunikację wykorzystywaną przez sieci komputerów zombie, czyli tzw. botnety. Kiedy program zidentyfikuje podejrzaną próbę komunikacji, automatycznie ją blokuje i zgłasza użytkownikowi.

## Partnerstwo

### ESET Technology Alliance
Firma ESET uruchomiła program ESET Technology Alliance, którego celem jest nawiązanie współpracy pomiędzy producentami rozwiązań do zabezpieczania infrastruktury IT, tak by zaoferować klientom ESET zestaw produktów do kompleksowej ochrony.
Wybrani partnerzy:
- Xopero
- Safetica
- Greycortex Mendel
- Google
- Microsoft

## Pozycja na rynku
ESET pozycjonowany jest w ścisłej czołówce producentów rozwiązań bezpieczeństwa. Chroni ponad 110 000 000 użytkowników i ponad 400 000 użytkowników biznesowych na całym świecie. Jest największym partnerem dla użytkowników biznesowych i korporacyjnych.

## Nagrody i wyróżnienia
ESET jest najczęściej nagradzanym programem zabezpieczającym na świecie, to jedyny producent rozwiązań antywirusowych, który jako pierwszy zdobył absolutnie rekordową liczbę ponad 100 wyróżnień VB100 w testach Virus Bulletin, za skuteczne i bezbłędne wykrywanie zagrożeń.

### Wybrane nagrody
- 1998 – ESET NOD32 jako pierwszy otrzymuje wyróżnienie VB100 od organizacji Virus Bulletin
- 2005 – ESET otrzymuje pierwszą nagrodę od AV-Comparatives z oceną Advanced+ w teście wykrywania zainfekowanych plików
- 2010 – ESET pierwszym producentem, który uzyskał 60 nagród VB100 od Virus Bulletin
- 2012 – ESET Endpoint Security uzyskuje najwyższy wynik w teście PassMark Software za „najszybszą i najlepszą wydajność”[12]
- 2012 – ESET NOD32 Antivirus otrzymuje po raz pierwszy tytuł Produktu Roku 2012, przyznany przez czytelników magazynu IT Professional, adresowanego do informatyków i administratorów polskich firm
- 2013 – ESET Smart Security otrzymuje złote wyróżnienie za najlepszą ochronę przed spamem w teście AV-Comparatives
- 2013 – ESET jako pierwszy producent oprogramowania zabezpieczającego otrzymuje 80 nagrodę VB100, równocześnie utrzymując nieprzerwanie od 10 lat wygrywanie testów Virus Bulletin[13]
- 2013 – ESET otrzymuje tytuł Produktu Roku od polskiej edycji popularnego magazynu komputerowego CHIP[14]
- 2015 – ESET zostaje jedynym producentem, którego rozwiązanie uzyskało 100% skuteczności w teście AV-Test, badającym efektywność mechanizmów autoochronnych antywirusów w 2014 i 2015 roku[15]
- 2016 – ESET zdobywa nagrodę „złotego komputera”, jako najlepsze zabezpieczenie dla komputerów domowych przez czytelników czasopisma Computer Bild[16]
- 2016 – ESET otrzymuje piąty raz z rzędu najwyższy wynik w teście VBSPAM[17]
- 2016 – ESET zostaje najlepszym w teście SE Labs[18]
- 2016 – ESET otrzymuje nagrodę przez magazyn CRN jako najlepszy producent zabezpieczeń IT w Niemczech.
- 2016 – ESET NOD32 jako jedyny i pierwszy produkt w historii otrzymuje setne wyróżnienie VB100[19]
- 2017 – ESET zostaje wskazany przez AV-Comparatives po raz szósty z rzędu jako „najwyżej oceniany produkt”
- 2017 – ESET Endpoint Security otrzymuje 5/5 gwiazdek w teście SC Magazine[20]
- 2017 – ESET Endpoint Security wskazany w teście AV-Comparatives jako najlżejsze rozwiązanie na rynku.
- 2017 – ESET Endpoint Security otrzymuje brązowe wyróżnienie w zestawieniu opinii Gartner Peer Insights Customers Choice 2017
- 2018 – ESET otrzymuje nagrodę Producenta Rozwiązań Bezpieczeństwa Infrastruktury IT 2017 przez polską edycję magazynu CRN
- 2018 – ESET zostaje Challengerem w Magicznym Kwadrancie Gartnera dla rozwiązań typu Endpoint[21]
- 2018 – ESET liderem zabezpieczeń Enterprise w raporcie Kuppinger Cole Leadership Compass
- 2018 – ESET Endpoint Security otrzymuje tytuł Produktu Roku 2018 w kategorii Antywirusy, przyznany przez czytelników magazynu IT Professional
- 2019 – ESET czempionem w globalnym zestawieniu Cybersecurity Leadership Matrix 2019 firmy Canalys[22]
- 2019 – ESET otrzymuje drugi raz tytuł „Top Player” w kwadrancie Radicati dotyczącym rozwiązań do ochrony stacji roboczych
- 2019 – ESET Internet Security otrzymuje wyróżnienie od firmy MRG Effitas za najlepszą ochronę bankowości internetowej
- 2019 – ESET zostaje wyróżniony w zestawieniu Gartner Peer Insights Customers’ Choice, za poziom zadowolenia klientów biznesowych z rozwiązań zabezpieczających stacje robocze
- 2019 – ESET Endpoint Security, ósmy raz z rzędu, otrzymuje tytuł „Produktu Roku 2019” magazynów IT Professional oraz IT w Administracji
- 2019 – ESET otrzymuje wyróżnienie w raporcie Kuppinger Cole Executive za skuteczną ochronę
- 2019 – ESET jako jedyny producent zostaje Challengerem w Magicznym Kwadrancie Gartnera 2019[23]